# Gai Furi Pàcil (cònsol 251 aC)
Gai Furi Pàcil (en llatí: Gaius Furius Pacilus) va ser un magistrat romà. Formava part de la gens Fúria, i era de la família dels Pacil, d'origen patrici.
Va ser elegit cònsol l'any 251 aC juntament amb Luci Cecili Metel, durant la Primera Guerra Púnica. El senat el va enviar a Sicília per oposar-se a Àsdrubal. Els soldats romans tenien por dels elefants de l'exèrcit cartaginès i Furi i el seu col·lega van restar inactius sense atacar a l'enemic. Pàcil va tornar a Itàlia amb part de les forces i llavors Àsdrubal va aprofitar per atacar Panorm, però va ser totalment derrotat per Metel a la batalla de Panorm. Metel va capturar gran nombre d'elefants que després va exhibir en el seu triomf a Roma.